# 南村山郡

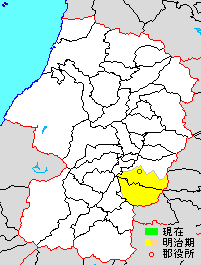
山形県南村山郡の範囲

南村山郡（みなみむらやまぐん）は、山形県にあった郡。

## 郡域
1878年（明治11年）に行政区画として発足した当時の郡域は、下記の区域にあたる。
- 山形市の一部（若木、村木沢、［この間、耕地整理による町名変更のため不詳］、土樋のうち馬見ヶ崎川、薬師町、緑町、小白川町、釈迦堂、滑川、新山、関沢以南）
- 上山市の大部分（中山を除く）

## 歴史

### 郡発足までの沿革
- 幕末時点では出羽国に所属した。「旧高旧領取調帳」に記載されている明治初年時点での、村山郡のうち後の本郡域の支配は以下の通り。幕府領は長岡代官所が管轄。●は村内に寺社領が存在。（2町84村）

| 知行   | 知行           | 村数     | 村名 |
| ------ | -------------- | -------- | --- |
| 幕府領 | 幕府領         | 2村      | 若木村、関根村（現・山形市） |
| 藩領   | 出羽上山藩     | 1町 33村 | 上山、長清水村、河崎村、高松村、石曽根村、川口村、藤吾村、阿弥陀地村、小穴村、細谷村、関根村（現・上山市）、相生村、三上村、皆沢村、泉川村、金谷村（現・上山市金谷）、権現堂村、小倉村、永野村、高野村、仙石村、金生村、宮脇村、下生居村、中生居村、牧野村、原口村、楢下村、菖蒲村、大門村、久保川村、小笹村、須田板村、上生居村 |
| 藩領   | 下総佐倉藩     | 25村     | 柏倉村、門伝村、村木沢村、小白府村、金谷村（現・上山市金瓶）、上野村、半郷村、山田村、飯田村、下桜田村、中桜田村、岩波村、●上宝沢村、●下宝沢村、吉原村、山神村、成沢村、青田村、前明石村、●平清水村、高湯村、小立村、津金沢村、●沼木村、●陣場新田                                                                                |
| 藩領   | 出羽山形藩     | 1町 14村 | 山形、●南館村、●小白川村、前田村、●釈迦堂村、●妙見寺村、●上椹沢村、●下椹沢村、行沢村、新山村、●上桜田村、土坂村、草矢倉村、神尾村、片谷地村 |
| 藩領   | 上野館林藩     | 7村      | ●飯塚村、長谷堂村、菅沢村、松原村、黒沢村、狸森村、二位田村 |
| 藩領   | 常陸土浦藩     | 2村      | 本木村、八森村 |
| 藩領   | 佐倉藩・館林藩 | 1村      | 谷柏村 |

- 慶応4年9月29日（1868年11月13日） - 戊辰戦争後の処分により幕府領が酒田民政局の管轄となる。
- 明治元年
  - 12月7日（1869年1月19日） - 出羽国が分割され、村山郡は羽前国の所属となる。
  - 12月22日（1869年2月3日） - 戊辰戦争後の処分により上山藩が減封。楢下村以下7村が酒田民政局の管轄となる。
- 明治2年7月26日（1869年9月2日） - 酒田民政局の管轄区域に酒田県（第1次）が発足。
- 明治3年
  - 7月17日（1870年8月13日） - 山形藩が近江朝日山藩に転封。郡内の領地が酒田県（第1次）の管轄となる。
  - 9月28日（1870年10月17日） - 酒田県（第1次）が県庁移転・改称して山形県となり、佐倉藩・館林藩・土浦藩の領地も管轄[注 3]。
- 明治4年
  - 7月14日（1871年8月19日） - 廃藩置県により藩領が上山県となる。
  - 11月2日（1871年12月13日） - 第1次府県統合により全域が山形県（第2次）の管轄となる。
- 明治6年（1873年）
  - 関根村（現・山形市）が関沢村に、金谷村（現・上山市金瓶）が金瓶村にそれぞれ改称。
  - 後の北村山郡域に同名の村があった行沢村が滑川村に改称。
- 明治9年（1876年） - 草矢倉村が土坂村に合併。（2町83村）

### 郡発足後の沿革
- 明治11年（1878年）11月1日 - 郡区町村編制法の山形県での施行により、村山郡のうち2町83村に行政区画としての南村山郡が発足。郡役所が山形旅籠町に設置。

- 明治22年（1889年）4月1日

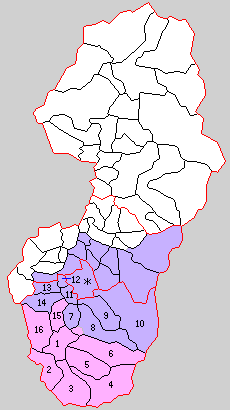
1.上山町 2.西郷村 3.本庄村 4.東村 5.宮生村 6.中川村 7.金井村 8.堀田村 9.滝山村 10.東沢村 11.南沼原村 12.城西村 13.村木沢村 14.柏倉門伝村 15.本沢村 16.山元村（紫：山形市 桃：上山市 ＊：発足時の山形市）

  - 市制の施行により、山形31町[注 4]の区域をもって山形市が発足し、郡より離脱。
  - 町村制の施行により以下の町村が発足。（1町15村）
    - 上山町 ← 上ノ山十日町、上ノ山鶴脛町、上ノ山二日町、上ノ山新丁、上ノ山裏町、上ノ山北町、長清水村、河崎村（現・上山市）
    - 西郷村 ← 高松村、石曽根村、川口村、藤吾村、阿弥陀地村、小穴村、細谷村（現・上山市）
    - 本庄村 ← 関根村、相生村、三上村、皆沢村、楢下村（現・上山市）
    - 東村 ← 牧野村、原口村、須田板村、小笹村、久保川村、大門村、菖蒲村（現・上山市）
    - 宮生村 ← 金生村、宮脇村、下生居村、中生居村、上生居村（現・上山市）
    - 中川村 ← 泉川村、金谷村、仙石村、高野村、永野村、権現堂村、小倉村（現・上山市）
    - 金井村 ← 片谷地村、黒沢村、谷柏村、津金沢村（現・山形市）、松原村（現・山形市、上山市）
    - 堀田村 ← 下桜田村、飯田村、成沢村、山田村、半郷村、上野村、山神村、高湯村（現・山形市）、金瓶村（現・上山市）
    - 滝山村 ← 前田村、小立村、平清水村、岩波村、八森村、土坂村、神尾村、青田村、上桜田村、本木村、中桜田村（現・山形市）
    - 東沢村 ← 小白川村、妙見寺村、釈迦堂村、下宝沢村、上宝沢村、滑川村、新山村、関沢村（現・山形市）
    - 南沼原村 ← 南館村、吉原村、沼木村（現・山形市）
    - 城西村 ← 下椹沢村、上椹沢村、飯塚村（現・山形市）
    - 村木沢村 ← 若木村、村木沢村（現・山形市）
    - 柏倉門伝村 ← 柏倉村、門伝村（現・山形市）
    - 本沢村 ← 前明石村、二位田村、菅沢村（現・山形市）、長谷堂村（現・山形市、上山市）
    - 山元村 ← 狸森村、小白府村（現・上山市）
    - 陣場新田が東村山郡金井村の一部となる。

  - 12月26日 - 城西村の一部（上椹沢・下椹沢）に椹沢村、残部（飯塚）に飯塚村が発足。（1町16村）
- 明治24年（1891年）4月1日 - 郡制を施行。
- 大正12年（1923年）4月1日 - 郡会が廃止。郡役所は存続。
- 大正15年（1926年）7月1日 - 郡役所が廃止。以降は地域区分名称となる。
- 昭和6年（1923年）4月1日 - 東沢村の一部（小白川）が山形市に編入[1]。
- 昭和12年（1942年）7月1日 - 「東南村山地方事務所」が山形市に設置され、東村山郡とともに管轄。
- 昭和25年（1950年）10月10日 - 堀田村が改称して蔵王村となる。
- 昭和29年（1954年）
  - 3月31日 - 飯塚村が山形市に編入。（1町15村）
  - 6月1日 - 椹沢村が山形市に編入。（1町14村）
  - 10月1日（6村）
    - 上山町・中川村・宮生村・西郷村・本庄村・東村が合併して上山市が発足し、郡より離脱。
    - 東沢村・滝山村・南沼原村が山形市に編入。

  - 11月1日 - 金井村が山形市に編入。（5村）
- 昭和31年（1956年）
  - 11月15日 - 本沢村の一部（長谷堂の一部[注 5]）が上山市に編入。
  - 12月23日 - 蔵王村・本沢村・村木沢村・柏倉門伝村が山形市に編入。（1村）
- 昭和32年（1957年）3月21日 - 山元村が上山市に編入。同日南村山郡消滅。山形県内では1878年の郡の再編以来、初の郡消滅となった。
- 平成13年（2001年） - 東南村山地方事務所が廃止。「村山総合支庁」が山形市に設置され、山形市・寒河江市・上山市・村山市・天童市・東根市・西村山郡・北村山郡を管轄。

### 変遷表
| 明治以前   | 明治以前   | 明治初年 - 明治10年 | 明治11年 - 明治22年        | 明治22年 4月1日 町村制施行 | 明治22年 - 昭和25年          | 昭和26年 - 現在               | 昭和26年 - 現在               | 現在   |
| ---------- | ---------- | ------------------- | -------------------------- | -------------------------- | ---------------------------- | ----------------------------- | ----------------------------- | ------ |
|            |            | 明治7年 起立 香澄町 | 明治17年 改称 山形香澄町   | 山形市                     | 山形市                       | 山形市                        | 山形市                        | 山形市 |
| 上町       | 上町       | 上町                | 明治17年 改称 山形上町     | 山形市                     | 山形市                       | 山形市                        | 山形市                        | 山形市 |
| 五日町     | 五日町     | 五日町              | 明治17年 改称 山形五日町   | 山形市                     | 山形市                       | 山形市                        | 山形市                        | 山形市 |
| 八日町     | 八日町     | 八日町              | 明治17年 改称 山形八日町   | 山形市                     | 山形市                       | 山形市                        | 山形市                        | 山形市 |
| 二日町     | 二日町     | 二日町              | 明治17年 改称 山形二日町   | 山形市                     | 山形市                       | 山形市                        | 山形市                        | 山形市 |
| 鉄砲町     | 鉄砲町     | 鉄砲町              | 明治17年 改称 山形鉄砲町   | 山形市                     | 山形市                       | 山形市                        | 山形市                        | 山形市 |
| 三日町     | 三日町     | 三日町              | 明治17年 改称 山形三日町   | 山形市                     | 山形市                       | 山形市                        | 山形市                        | 山形市 |
| 十日町     | 十日町     | 十日町              | 明治17年 改称 山形十日町   | 山形市                     | 山形市                       | 山形市                        | 山形市                        | 山形市 |
| 七日町     | 七日町     | 七日町              | 明治17年 改称 山形七日町   | 山形市                     | 山形市                       | 山形市                        | 山形市                        | 山形市 |
| 横町       | 横町       | 横町                | 明治17年 改称 山形横町     | 山形市                     | 山形市                       | 山形市                        | 山形市                        | 山形市 |
| 材木町     | 材木町     | 材木町              | 明治17年 改称 山形材木町   | 山形市                     | 山形市                       | 山形市                        | 山形市                        | 山形市 |
| 蝋燭町     | 蝋燭町     | 蝋燭町              | 明治17年 改称 山形蝋燭町   | 山形市                     | 山形市                       | 山形市                        | 山形市                        | 山形市 |
| 銀町       | 銀町       | 銀町                | 明治17年 改称 山形銀町     | 山形市                     | 山形市                       | 山形市                        | 山形市                        | 山形市 |
| 塗師町     | 塗師町     | 塗師町              | 明治17年 改称 山形塗師町   | 山形市                     | 山形市                       | 山形市                        | 山形市                        | 山形市 |
| 桶町       | 桶町       | 桶町                | 明治17年 改称 山形桶町     | 山形市                     | 山形市                       | 山形市                        | 山形市                        | 山形市 |
| 檜物町     | 檜物町     | 檜物町              | 明治17年 改称 山形檜物町   | 山形市                     | 山形市                       | 山形市                        | 山形市                        | 山形市 |
| 小荷駄町   | 小荷駄町   | 明治9年 小荷駄町    | 明治17年 改称 山形小荷駄町 | 山形市                     | 山形市                       | 山形市                        | 山形市                        | 山形市 |
| 弓町       |            | 明治9年 小荷駄町    | 明治17年 改称 山形小荷駄町 | 山形市                     | 山形市                       | 山形市                        | 山形市                        | 山形市 |
|            |            | 明治5年 起立 小姓町 | 明治17年 改称 山形小姓町   | 山形市                     | 山形市                       | 山形市                        | 山形市                        | 山形市 |
| 諏訪町     | 諏訪町     | 諏訪町              | 明治17年 改称 山形諏訪町   | 山形市                     | 山形市                       | 山形市                        | 山形市                        | 山形市 |
| 地蔵町     | 地蔵町     | 明治9年 地蔵町      | 明治17年 改称 山形地蔵町   | 山形市                     | 山形市                       | 山形市                        | 山形市                        | 山形市 |
| 専称寺町   |            | 明治9年 地蔵町      | 明治17年 改称 山形地蔵町   | 山形市                     | 山形市                       | 山形市                        | 山形市                        | 山形市 |
| 旅籠町     | 旅籠町     | 旅籠町              | 明治17年 改称 山形旅籠町   | 山形市                     | 山形市                       | 山形市                        | 山形市                        | 山形市 |
| 六日町     | 六日町     | 六日町              | 明治17年 改称 山形六日町   | 山形市                     | 山形市                       | 山形市                        | 山形市                        | 山形市 |
| 鍛冶町     | 鍛冶町     | 鍛冶町              | 明治17年 改称 山形鍛冶町   | 山形市                     | 山形市                       | 山形市                        | 山形市                        | 山形市 |
| 四日町     | 四日町     | 四日町              | 明治17年 改称 山形四日町   | 山形市                     | 山形市                       | 山形市                        | 山形市                        | 山形市 |
| 小橋町     | 小橋町     | 小橋町              | 明治17年 改称 山形小橋町   | 山形市                     | 山形市                       | 山形市                        | 山形市                        | 山形市 |
| 宮町       | 宮町       | 宮町                | 明治17年 改称 山形宮町     | 山形市                     | 山形市                       | 山形市                        | 山形市                        | 山形市 |
| 銅町       | 銅町       | 銅町                | 明治17年 改称 山形銅町     | 山形市                     | 山形市                       | 山形市                        | 山形市                        | 山形市 |
| 歩町       | 歩町       | 歩町                | 明治17年 改称 山形歩町     | 山形市                     | 山形市                       | 山形市                        | 山形市                        | 山形市 |
| 北肴町     | 北肴町     | 明治9年 肴町        | 明治17年 改称 山形肴町     | 山形市                     | 山形市                       | 山形市                        | 山形市                        | 山形市 |
| 新肴町     |            | 明治9年 肴町        | 明治17年 改称 山形肴町     | 山形市                     | 山形市                       | 山形市                        | 山形市                        | 山形市 |
| 下条町     | 下条町     | 下条町              | 明治17年 改称 山形下条町   | 山形市                     | 山形市                       | 山形市                        | 山形市                        | 山形市 |
| 皆川町     | 皆川町     | 皆川町              | 明治17年 改称 山形皆川町   | 山形市                     | 山形市                       | 山形市                        | 山形市                        | 山形市 |
| 小白川村   | 小白川村   | 小白川村            | 小白川村                   | 東沢村                     | 昭和6年4月1日 山形市に編入   | 山形市                        | 山形市                        | 山形市 |
| 妙見寺村   | 妙見寺村   | 妙見寺村            | 妙見寺村                   | 東沢村                     | 東沢村                       | 昭和29年10月1日 山形市に編入  | 山形市                        | 山形市 |
| 釈迦堂村   | 釈迦堂村   | 釈迦堂村            | 釈迦堂村                   | 東沢村                     | 東沢村                       | 昭和29年10月1日 山形市に編入  | 山形市                        | 山形市 |
| 下宝沢村   | 下宝沢村   | 下宝沢村            | 下宝沢村                   | 東沢村                     | 東沢村                       | 昭和29年10月1日 山形市に編入  | 山形市                        | 山形市 |
| 上宝沢村   | 上宝沢村   | 上宝沢村            | 上宝沢村                   | 東沢村                     | 東沢村                       | 昭和29年10月1日 山形市に編入  | 山形市                        | 山形市 |
| 行沢村     | 行沢村     | 明治6年 改称 滑川村 | 滑川村                     | 東沢村                     | 東沢村                       | 昭和29年10月1日 山形市に編入  | 山形市                        | 山形市 |
| 新山村     | 新山村     | 新山村              | 新山村                     | 東沢村                     | 東沢村                       | 昭和29年10月1日 山形市に編入  | 山形市                        | 山形市 |
| 関根村     | 関根村     | 明治6年 改称 関沢村 | 関沢村                     | 東沢村                     | 東沢村                       | 昭和29年10月1日 山形市に編入  | 山形市                        | 山形市 |
| 前田村     | 前田村     | 前田村              | 前田村                     | 滝山村                     | 滝山村                       | 昭和29年10月1日 山形市に編入  | 山形市                        | 山形市 |
| 小立村     | 小立村     | 小立村              | 小立村                     | 滝山村                     | 滝山村                       | 昭和29年10月1日 山形市に編入  | 山形市                        | 山形市 |
| 平清水村   | 平清水村   | 平清水村            | 平清水村                   | 滝山村                     | 滝山村                       | 昭和29年10月1日 山形市に編入  | 山形市                        | 山形市 |
| 岩波村     | 岩波村     | 岩波村              | 岩波村                     | 滝山村                     | 滝山村                       | 昭和29年10月1日 山形市に編入  | 山形市                        | 山形市 |
| 八森村     | 八森村     | 八森村              | 八森村                     | 滝山村                     | 滝山村                       | 昭和29年10月1日 山形市に編入  | 山形市                        | 山形市 |
| 土坂村     | 土坂村     | 明治9年 土坂村      | 土坂村                     | 滝山村                     | 滝山村                       | 昭和29年10月1日 山形市に編入  | 山形市                        | 山形市 |
| 草矢倉村   |            | 明治9年 土坂村      | 土坂村                     | 滝山村                     | 滝山村                       | 昭和29年10月1日 山形市に編入  | 山形市                        | 山形市 |
| 神尾村     | 神尾村     | 神尾村              | 神尾村                     | 滝山村                     | 滝山村                       | 昭和29年10月1日 山形市に編入  | 山形市                        | 山形市 |
| 青田村     | 青田村     | 青田村              | 青田村                     | 滝山村                     | 滝山村                       | 昭和29年10月1日 山形市に編入  | 山形市                        | 山形市 |
| 上桜田村   | 上桜田村   | 上桜田村            | 上桜田村                   | 滝山村                     | 滝山村                       | 昭和29年10月1日 山形市に編入  | 山形市                        | 山形市 |
| 本木村     | 本木村     | 本木村              | 本木村                     | 滝山村                     | 滝山村                       | 昭和29年10月1日 山形市に編入  | 山形市                        | 山形市 |
| 中桜田村   | 中桜田村   | 中桜田村            | 中桜田村                   | 滝山村                     | 滝山村                       | 昭和29年10月1日 山形市に編入  | 山形市                        | 山形市 |
| 南館村     | 南館村     | 南館村              | 南館村                     | 南沼原村                   | 南沼原村                     | 昭和29年10月1日 山形市に編入  | 山形市                        | 山形市 |
| 吉原村     | 吉原村     | 吉原村              | 吉原村                     | 南沼原村                   | 南沼原村                     | 昭和29年10月1日 山形市に編入  | 山形市                        | 山形市 |
| 沼木村     | 沼木村     | 沼木村              | 沼木村                     | 南沼原村                   | 南沼原村                     | 昭和29年10月1日 山形市に編入  | 山形市                        | 山形市 |
| 下椹沢村   | 下椹沢村   | 下椹沢村            | 下椹沢村                   | 城西村                     | 明治22年12月26日 飯塚村      | 昭和29年3月31日 山形市に編入  | 山形市                        | 山形市 |
| 上椹沢村   | 上椹沢村   | 上椹沢村            | 上椹沢村                   | 城西村                     | 明治22年12月26日 飯塚村      | 昭和29年3月31日 山形市に編入  | 山形市                        | 山形市 |
| 飯塚村     | 飯塚村     | 飯塚村              | 飯塚村                     | 城西村                     | 明治22年12月26日 椹沢村      | 昭和29年6月1日 山形市に編入   | 山形市                        | 山形市 |
| 片谷地村   | 片谷地村   | 片谷地村            | 片谷地村                   | 金井村                     | 金井村                       | 昭和29年11月1日 山形市に編入  | 山形市                        | 山形市 |
| 黒沢村     | 黒沢村     | 黒沢村              | 黒沢村                     | 金井村                     | 金井村                       | 昭和29年11月1日 山形市に編入  | 山形市                        | 山形市 |
| 谷柏村     | 谷柏村     | 谷柏村              | 谷柏村                     | 金井村                     | 金井村                       | 昭和29年11月1日 山形市に編入  | 山形市                        | 山形市 |
| 津金沢村   | 津金沢村   | 津金沢村            | 津金沢村                   | 金井村                     | 金井村                       | 昭和29年11月1日 山形市に編入  | 山形市                        | 山形市 |
| 松原村     | 一部を除く | 松原村              | 松原村                     | 金井村                     | 金井村                       | 昭和29年11月1日 山形市に編入  | 山形市                        | 山形市 |
| 松原村     | 一部       | 松原村              | 松原村                     | 金井村                     | 金井村                       | 昭和29年11月1日 山形市に編入  | 昭和32年10月20日 上山市に編入 | 上山市 |
| 狸森村     | 狸森村     | 狸森村              | 狸森村                     | 山元村                     | 山元村                       | 山元村                        | 昭和32年3月21日 上山市に編入  | 上山市 |
| 小白府村   | 小白府村   | 小白府村            | 小白府村                   | 山元村                     | 山元村                       | 山元村                        | 昭和32年3月21日 上山市に編入  | 上山市 |
| 金谷村     | 金谷村     | 明治6年 改称 金瓶村 | 金瓶村                     | 堀田村                     | 昭和25年10月10日 改称 蔵王村 | 昭和31年12月23日 山形市に編入 | 昭和32年3月21日 上山市に編入  | 上山市 |
| 下桜田村   | 下桜田村   | 下桜田村            | 下桜田村                   | 堀田村                     | 昭和25年10月10日 改称 蔵王村 | 昭和31年12月23日 山形市に編入 | 山形市                        | 山形市 |
| 飯田村     | 飯田村     | 飯田村              | 飯田村                     | 堀田村                     | 昭和25年10月10日 改称 蔵王村 | 昭和31年12月23日 山形市に編入 | 山形市                        | 山形市 |
| 成沢村     | 成沢村     | 成沢村              | 成沢村                     | 堀田村                     | 昭和25年10月10日 改称 蔵王村 | 昭和31年12月23日 山形市に編入 | 山形市                        | 山形市 |
| 山田村     | 山田村     | 山田村              | 山田村                     | 堀田村                     | 昭和25年10月10日 改称 蔵王村 | 昭和31年12月23日 山形市に編入 | 山形市                        | 山形市 |
| 半郷村     | 半郷村     | 半郷村              | 半郷村                     | 堀田村                     | 昭和25年10月10日 改称 蔵王村 | 昭和31年12月23日 山形市に編入 | 山形市                        | 山形市 |
| 上野村     | 上野村     | 上野村              | 上野村                     | 堀田村                     | 昭和25年10月10日 改称 蔵王村 | 昭和31年12月23日 山形市に編入 | 山形市                        | 山形市 |
| 山神村     | 山神村     | 山神村              | 山神村                     | 堀田村                     | 昭和25年10月10日 改称 蔵王村 | 昭和31年12月23日 山形市に編入 | 山形市                        | 山形市 |
| 高湯村     | 高湯村     | 高湯村              | 高湯村                     | 堀田村                     | 昭和25年10月10日 改称 蔵王村 | 昭和31年12月23日 山形市に編入 | 山形市                        | 山形市 |
| 若木村     | 若木村     | 若木村              | 若木村                     | 村木沢村                   | 村木沢村                     | 昭和31年12月23日 山形市に編入 | 山形市                        | 山形市 |
| 村木沢村   | 村木沢村   | 村木沢村            | 村木沢村                   | 村木沢村                   | 村木沢村                     | 昭和31年12月23日 山形市に編入 | 山形市                        | 山形市 |
| 柏倉村     | 柏倉村     | 柏倉村              | 柏倉村                     | 柏倉門伝村                 | 柏倉門伝村                   | 昭和31年12月23日 山形市に編入 | 山形市                        | 山形市 |
| 門伝村     | 門伝村     | 門伝村              | 門伝村                     | 柏倉門伝村                 | 柏倉門伝村                   | 昭和31年12月23日 山形市に編入 | 山形市                        | 山形市 |
| 前明石村   | 前明石村   | 前明石村            | 前明石村                   | 本沢村                     | 本沢村                       | 昭和31年12月23日 山形市に編入 | 山形市                        | 山形市 |
| 二位田村   | 二位田村   | 二位田村            | 二位田村                   | 本沢村                     | 本沢村                       | 昭和31年12月23日 山形市に編入 | 山形市                        | 山形市 |
| 菅沢村     | 菅沢村     | 菅沢村              | 菅沢村                     | 本沢村                     | 本沢村                       | 昭和31年12月23日 山形市に編入 | 山形市                        | 山形市 |
| 長谷堂村   | 一部を除く | 長谷堂村            | 長谷堂村                   | 本沢村                     | 本沢村                       | 昭和31年12月23日 山形市に編入 | 山形市                        | 山形市 |
| 長谷堂村   | 一部       | 長谷堂村            | 長谷堂村                   | 本沢村                     | 本沢村                       | 昭和31年11月15日 上山市に編入 | 上山市                        | 上山市 |
| 十日町     | 十日町     | 十日町              | 明治22年 改称 上山十日町   | 上山町                     | 上山町                       | 昭和29年10月1日 上山市        | 上山市                        | 上山市 |
|            |            | 明治7年 起立 鶴脛町 | 明治22年 改称 上山鶴脛町   | 上山町                     | 上山町                       | 昭和29年10月1日 上山市        | 上山市                        | 上山市 |
| 二日町     | 二日町     | 二日町              | 明治22年 改称 上山二日町   | 上山町                     | 上山町                       | 昭和29年10月1日 上山市        | 上山市                        | 上山市 |
| 新丁       | 新丁       | 新丁                | 明治22年 改称 上山新丁     | 上山町                     | 上山町                       | 昭和29年10月1日 上山市        | 上山市                        | 上山市 |
| 裏町       | 裏町       | 裏町                | 明治22年 改称 上山裏町     | 上山町                     | 上山町                       | 昭和29年10月1日 上山市        | 上山市                        | 上山市 |
| 北町       | 北町       | 北町                | 明治22年 改称 上山北町     | 上山町                     | 上山町                       | 昭和29年10月1日 上山市        | 上山市                        | 上山市 |
| 長清水村   | 長清水村   | 長清水村            | 長清水村                   | 上山町                     | 上山町                       | 昭和29年10月1日 上山市        | 上山市                        | 上山市 |
| 河崎村     | 河崎村     | 河崎村              | 河崎村                     | 上山町                     | 上山町                       | 昭和29年10月1日 上山市        | 上山市                        | 上山市 |
| 泉川村     | 泉川村     | 泉川村              | 泉川村                     | 中川村                     | 中川村                       | 昭和29年10月1日 上山市        | 上山市                        | 上山市 |
| 金谷村     | 金谷村     | 金谷村              | 金谷村                     | 中川村                     | 中川村                       | 昭和29年10月1日 上山市        | 上山市                        | 上山市 |
| 仙石村     | 仙石村     | 仙石村              | 仙石村                     | 中川村                     | 中川村                       | 昭和29年10月1日 上山市        | 上山市                        | 上山市 |
| 高野村     | 高野村     | 高野村              | 高野村                     | 中川村                     | 中川村                       | 昭和29年10月1日 上山市        | 上山市                        | 上山市 |
| 永野村     | 永野村     | 永野村              | 永野村                     | 中川村                     | 中川村                       | 昭和29年10月1日 上山市        | 上山市                        | 上山市 |
| 権現堂村   | 権現堂村   | 権現堂村            | 権現堂村                   | 中川村                     | 中川村                       | 昭和29年10月1日 上山市        | 上山市                        | 上山市 |
| 小倉村     | 小倉村     | 小倉村              | 小倉村                     | 中川村                     | 中川村                       | 昭和29年10月1日 上山市        | 上山市                        | 上山市 |
| 金生村     | 金生村     | 金生村              | 金生村                     | 宮生村                     | 宮生村                       | 昭和29年10月1日 上山市        | 上山市                        | 上山市 |
| 宮脇村     | 宮脇村     | 宮脇村              | 宮脇村                     | 宮生村                     | 宮生村                       | 昭和29年10月1日 上山市        | 上山市                        | 上山市 |
| 下生居村   | 下生居村   | 下生居村            | 下生居村                   | 宮生村                     | 宮生村                       | 昭和29年10月1日 上山市        | 上山市                        | 上山市 |
| 中生居村   | 中生居村   | 中生居村            | 中生居村                   | 宮生村                     | 宮生村                       | 昭和29年10月1日 上山市        | 上山市                        | 上山市 |
| 上生居村   | 上生居村   | 上生居村            | 上生居村                   | 宮生村                     | 宮生村                       | 昭和29年10月1日 上山市        | 上山市                        | 上山市 |
| 高松村     | 高松村     | 高松村              | 高松村                     | 西郷村                     | 西郷村                       | 昭和29年10月1日 上山市        | 上山市                        | 上山市 |
| 石曽根村   | 石曽根村   | 石曽根村            | 石曽根村                   | 西郷村                     | 西郷村                       | 昭和29年10月1日 上山市        | 上山市                        | 上山市 |
| 川口村     | 川口村     | 川口村              | 川口村                     | 西郷村                     | 西郷村                       | 昭和29年10月1日 上山市        | 上山市                        | 上山市 |
| 藤吾村     | 藤吾村     | 藤吾村              | 藤吾村                     | 西郷村                     | 西郷村                       | 昭和29年10月1日 上山市        | 上山市                        | 上山市 |
| 阿弥陀地村 | 阿弥陀地村 | 阿弥陀地村          | 阿弥陀地村                 | 西郷村                     | 西郷村                       | 昭和29年10月1日 上山市        | 上山市                        | 上山市 |
| 小穴村     | 小穴村     | 小穴村              | 小穴村                     | 西郷村                     | 西郷村                       | 昭和29年10月1日 上山市        | 上山市                        | 上山市 |
| 細谷村     | 細谷村     | 細谷村              | 細谷村                     | 西郷村                     | 西郷村                       | 昭和29年10月1日 上山市        | 上山市                        | 上山市 |
| 関根村     | 関根村     | 関根村              | 関根村                     | 本庄村                     | 本庄村                       | 昭和29年10月1日 上山市        | 上山市                        | 上山市 |
| 相生村     | 相生村     | 相生村              | 相生村                     | 本庄村                     | 本庄村                       | 昭和29年10月1日 上山市        | 上山市                        | 上山市 |
| 三上村     | 三上村     | 三上村              | 三上村                     | 本庄村                     | 本庄村                       | 昭和29年10月1日 上山市        | 上山市                        | 上山市 |
| 皆沢村     | 皆沢村     | 皆沢村              | 皆沢村                     | 本庄村                     | 本庄村                       | 昭和29年10月1日 上山市        | 上山市                        | 上山市 |
| 楢下村     | 楢下村     | 楢下村              | 楢下村                     | 本庄村                     | 本庄村                       | 昭和29年10月1日 上山市        | 上山市                        | 上山市 |
| 牧野村     | 牧野村     | 牧野村              | 牧野村                     | 東村                       | 東村                         | 昭和29年10月1日 上山市        | 上山市                        | 上山市 |
| 原口村     | 原口村     | 原口村              | 原口村                     | 東村                       | 東村                         | 昭和29年10月1日 上山市        | 上山市                        | 上山市 |
| 須田板村   | 須田板村   | 須田板村            | 須田板村                   | 東村                       | 東村                         | 昭和29年10月1日 上山市        | 上山市                        | 上山市 |
| 小笹村     | 小笹村     | 小笹村              | 小笹村                     | 東村                       | 東村                         | 昭和29年10月1日 上山市        | 上山市                        | 上山市 |
| 久保川村   | 久保川村   | 久保川村            | 久保川村                   | 東村                       | 東村                         | 昭和29年10月1日 上山市        | 上山市                        | 上山市 |
| 大門村     | 大門村     | 大門村              | 大門村                     | 東村                       | 東村                         | 昭和29年10月1日 上山市        | 上山市                        | 上山市 |
| 菖蒲村     | 菖蒲村     | 菖蒲村              | 菖蒲村                     | 東村                       | 東村                         | 昭和29年10月1日 上山市        | 上山市                        | 上山市 |

## 行政
- 歴代郡長

| 代 | 氏名 | 就任年月日                | 退任年月日                | 備考                   |
| -- | ---- | ------------------------- | ------------------------- | ---------------------- |
| 1  |      | 明治11年（1878年）11月1日 |                           |                        |
|    |      |                           | 大正15年（1926年）6月30日 | 郡役所廃止により、廃官 |